# ژان ژاک آله
ژان ژاک آله (انگلیسی: Jean-Jacques Allais؛ زادهٔ ۱۷ ژانویهٔ ۱۹۶۹) بازیکن فوتبال اهل فرانسه است.
از باشگاه‌هایی که در آن بازی کرده‌است می‌توان به باشگاه فوتبال ویرا و باشگاه فوتبال والنسین اشاره کرد.